# Pseudostenophylax uriel
Pseudostenophylax uriel är en nattsländeart som beskrevs av Fernand Schmid 1991. Pseudostenophylax uriel ingår i släktet Pseudostenophylax och familjen husmasknattsländor. Inga underarter finns listade i Catalogue of Life.